# Who We Be
Who We Be – singel amerykańskiego rapera DMX-a. Promuje on album The Great Depression. Wydany 22 stycznia 2002 roku.
Podkład utworu został skomponowany przez Black Key. Do "Who We Be" powstał również klip. W utworze DMX wymienia po kolei przedmioty, osoby i czynności, tworząc w ten sposób pewną historię.

## Lista utworów
1. "Who We Be" (Radio Edit)
2. "We Right Here" (Radio Edit)
3. "Who We Be" (Explicit Album Version)